# Andreas Lambertz
Andreas „Lumpi“ Lambertz (* 15. Oktober 1984 in Dormagen) ist ein ehemaliger deutscher Fußballspieler und heutiger -trainer. Von 2003 bis 2015 spielte er für die erste Mannschaft seines Jugendvereins Fortuna Düsseldorf in insgesamt fünf verschiedenen Ligen auf vier Ligaebenen und entwickelte sich bei der Fortuna zur Vereinsikone.

## Karriere als Spieler

### Verein

#### Anfänge
Andreas Lambertz spielte ab 1990 bei der SG Orken/Noithausen Fußball. Später ging er zu Bayer Dormagen. Nach den Stationen TSV Norf, Borussia Mönchengladbach und VfR Neuss wechselte er 2002 schließlich zum Nachwuchs von Fortuna Düsseldorf.

#### Mit der Fortuna zwischen 4. und 1. Liga
In der folgenden Saison 2003/04 wurde Lambertz in die erste Mannschaft berufen, die damals in der viertklassigen Oberliga Nordrhein spielte. In dieser Spielzeit gelang der Aufstieg in die Regionalliga Nord, in der Lambertz Stammspieler wurde. Diesen Platz konnte er in den folgenden Jahren behaupten.
2005 nahm Lambertz am Match Against Poverty „Zidane & Friends – Ronaldo & Friends“ in der Düsseldorfer LTU arena teil und spielte an der Seite der Weltstars.
In der Saison 2007/08 qualifizierte sich Lambertz mit der Fortuna für die neugegründete eingleisige 3. Liga. Am Saisonende belegte sie den zweiten Platz, was gleichbedeutend war mit dem Durchmarsch in die 2. Bundesliga. In den ersten beiden Jahren (4. und 7. Platz) konnte die Klasse gehalten werden. Die Saison 2011/12 beendete Fortuna Düsseldorf nach einem Kampf mit dem FC St. Pauli und dem SC Paderborn 07 auf dem 3. Platz, der zur Relegation gegen Hertha BSC berechtigte. Nach den beiden Relegationsspielen (2:1 in Berlin, 2:2 in Düsseldorf) stieg die Fortuna in die Bundesliga auf. Lambertz ist neben Dominik Kaiser der einzige Spieler, der von der vierthöchsten Spielklasse (damals: Oberliga) mit der gleichen Mannschaft den Durchmarsch in die Bundesliga schaffte und in jeder Liga mindestens ein Tor erzielte.
Beim Relegationsrückspiel in Düsseldorf am 15. Mai 2012 wurde Lambertz nach dem Spiel mit einem bengalischen Feuer in den Händen gesehen. Ein Sprecher der Fortuna sagte aus, Lambertz habe den Bengalo einem Fan abnehmen und löschen wollen. Der DFB ermittelte gegen Lambertz und sperrte ihn für die ersten beiden Spiele der Saison 2012/13. Lambertz akzeptierte die Strafe, damit war das Urteil rechtskräftig.
Am 9. März 2013 (25. Spieltag) erzielte Lambertz bei der 2:3-Niederlage im Auswärtsspiel gegen den FC Bayern München in der 71. Minute mit dem Treffer zur 2:1-Führung sein erstes Bundesligator. Damit wurde er der erste Spieler Deutschlands, der auf vier verschiedenen Ligaebenen Tore für denselben Verein geschossen hat.

#### Dynamo Dresden
Zum Ende der Saison 2014/15 verließ er Fortuna Düsseldorf und wechselte zum Drittligisten Dynamo Dresden, von dem Lambertz ein Zweijahresvertrag angeboten worden war. Am 25. Juli 2015 absolvierte er für Dynamo sein erstes Pflichtspiel, welches Dynamo mit 4:1 gegen den VfB Stuttgart II gewann. Am Ende der Saison 2015/16 wurde Lambertz mit Dynamo Dresden Meister der 3. Liga und stieg in die 2. Bundesliga auf.

#### Rückkehr nach Düsseldorf
Zur Saison 2018/19 kehrte Lambertz zu Fortuna Düsseldorf zurück. Er stand als Führungsspieler im Kader der zweiten Mannschaft (U23), die in der viertklassigen Regionalliga West spielte. Er kam auf 11 Regionalligaeinsätze (9-mal von Beginn). In der Saison 2019/20 kam Lambertz nur noch auf eine Einwechselung. Nach der Spielzeit beendete er seine Karriere im Alter von 35 Jahren.

### Nationalmannschaft
In seiner Zeit beim Nachwuchs des VfR Neuss brachte es Lambertz bis ins erweiterte Aufgebot der deutschen U-Nationalmannschaften. Von Horst Hrubesch wurde er auch zu einem Lehrgang eingeladen.

## Karriere als Trainer
Nach seinem Karriereende wurde Lambertz Saison 2020/21 Co-Trainer von Nicolas Michaty bei der zweiten Mannschaft von Fortuna Düsseldorf, die in der viertklassigen Regionalliga West spielt.

## Rezeption
Aufgrund seiner kämpferischen Spielweise und seiner Vereinstreue zu Fortuna Düsseldorf wurde er zum Publikumsliebling. Bei RP-Online wurde er zum „Düsseldorfer des Jahres 2007“ gewählt.
Im Frühjahr 2009 veranstaltete der Verein eine Online-Abstimmung über die besten Vereinsspieler aller Zeiten. Dort wurde Andreas Lambertz zusammen mit Toni Turek und Klaus Allofs in die erste Mannschaft gewählt.

## Privates
Lambertz besuchte das Pascal-Gymnasium und machte am BBZ in Grevenbroich sein Fachabitur. Er ist verheiratet und hat zwei Kinder.

## Erfolge
- 2003/04: Aufstieg von der Oberliga Nordrhein (vierthöchste Spielklasse) in die Regionalliga Nord mit Fortuna Düsseldorf
- 2007/08: Qualifikation in der Regionalliga Nord für die neugegründete eingleisige 3. Liga mit Fortuna Düsseldorf
- 2008/09: Aufstieg in die 2. Bundesliga mit Fortuna Düsseldorf
- 2011/12: Aufstieg in die 1. Bundesliga mit Fortuna Düsseldorf
- 2015/16: Aufstieg in die 2. Bundesliga mit der SG Dynamo Dresden als Meister der 3. Liga

Andreas Lambertz ist neben Dominik Kaiser (RB Leipzig) der bisher einzige Fußballspieler in Deutschland, der in seiner aktiven Karriere in einem Verein von der vierten in die erste Liga aufgestiegen ist. Zudem avancierte er durch sein Tor in der 1. Bundesliga am 9. März 2013 zum einzigen Spieler Deutschlands, der in jeder der obersten vier Spielklassen für denselben Verein getroffen hat. Auch in dieser Kategorie wurde er von Dominik Kaiser am 1. Spieltag der Bundesligasaison 2016/17 eingeholt.